# Leopardus
Leopardus je rod sastavljen od pjegavih malih mačaka, koje su većinom nastanjene u Srednjoj i Južnoj Americi. Vrlo malo ih je nastanjeno na jugu SAD-a. Najveća vrsta roda Leopardus je ocelot; većina drugih mačaka su otprilike veličine domaće mačke, a kodkod (L. guigna) je najmanja mačka u obje Amerike. 

## Vrste
- Leopardus braccatus (Cope, 1889.) – pantanalska mačka
- Leopardus colocolo (Molina, 1782.) – kolokolo
- Leopardus geoffroyi (d'Orbigny & Gervais, 1844.) – Geoffrijeva mačka
- Leopardus guigna (Molina, 1782.) – kodkod
- Leopardus jacobitus (Cornalia, 1865.) – andska planinska mačka
- Leopardus pajeros (Desmarest, 1816.) – pampaska mačka
- Leopardus pardalis (Linnaeus, 1758.) – ocelot
- Leopardus tigrinus (Schreber, 1775.) – oncilla
- Leopardus wiedii (Schinz, 1821.) – margaj